# Boirargues (Lattes)
Boirargues est un quartier de la commune française de Lattes au sud-est de Montpellier dans l'Hérault, ses habitants sont les Boirarguais. Fin 2020, ce quartier comptait environ de 3 000 habitants.

## Géographie
Boirargues se situe sur la rive gauche de la Lironde qui sépare Lattes centre et Boirargues. Le "village" est au sud de l'autoroute A9 en périphérie de Montpellier, il est séparé de Lattes et Maurin par le chenal de la Lironde.
Il y a 3 communes qui sont limitrophes du quartier de Boirargues : Montpellier au nord, Mauguio à l'est et Pérols au sud.

## Économie
Le centre commercial Carrefour Grand Sud Lattes, construit dans le quartier de Boirargues en 1986, attire des habitants des communes d’alentour. L'hypermarché, construit à l'origine par la chaîne de distribution Montlaur, est cédé au groupe Carrefour dans les années 1990 à la suite de la faillite et du rachat de Montlaur.
La création de plusieurs zones d'activités artisanales et commerciales autour de Boirargues a eu lieu pendant les mandats de maire de Michel Vaillat, entre 1977 et 2001.
- Parc d'activités Les Commandeurs
- Parc d'activités Font de la Banquière
- Parc d'activités Le Solis
- Parc d'activités Le Soriech (Sant Estève de Sorieg en occitan)
- Parc d'activités L'Étoile la Salicorne

## Transports
Depuis le 6 avril 2012, la ligne 3 du tramway de Montpellier passe le long de Boirargues par l'avenue Georges Frêche. La ligne de bus 28 des Transports de l'agglomération de Montpellier (TaM) relie le quartier à Pérols en complément du tramway.

## Enseignement
L'école élémentaire du Baladet accueille les élèves du quartier de Boirargues et le lycée Jean-François Champollion accueille les lycéens des communes de Lattes, Pérols, Palavas-les-Flots, Carnon et Villeneuve-lès-Maguelone.

## Administration et fêtes
La mairie annexe se situe sur la place Henri Augé, près de l'école et de la salle des Vendanges.
La fête des vendanges est fêtée tous les ans en août, la fête se finit par un feu d'artifice tiré depuis le terrain de sport.